# オリヴィエ・シャルリエ
オリヴィエ・シャルリエ（フランス語: Olivier Charlier、1961年2月17日 - ）は、フランスのヴァイオリニスト。

## 経歴
10歳からパリ音楽院でジャン・フルニエに師事し、また、ユーディ・メニューイン、ヘンリク・シェリング、ナディア・ブーランジェに師事した。在学中からコンクールへ出場し、多くの賞を受賞している。
1981年、母校のパリ音楽院の室内楽クラスの助手となり、1992年からヴァイオリン科の教授を務め、ロン＝ティボー国際コンクールなどで審査員を務めている。
世界各国の著名なオーケストラと共演し、レコーディングも数多い。日本との関係では、読売日本交響楽団、新星日本交響楽団などと共演した。

## 主なコンクール出場・受賞歴
- 1978年、ミュンヘン国際音楽コンクール（第3位）
- 1979年、モントリオール国際コンクール 出場
- 1980年、シベリウス国際ヴァイオリン・コンクール 出場
- 1981年、ロン＝ティボー国際コンクール（第2位）
- 1981年、ジョルジュ・エネスク国際コンクール 出場
- 1982年、インディアナポリス国際ヴァイオリン・コンクール（第4位）